# 三好長治
三好 長治（みよし ながはる）は、戦国時代から安土桃山時代にかけての阿波国の大名。

## 生涯

### 幼少期
天文22年（1553年）以降に三好実休の長男として生まれる。
永禄5年（1562年）、父・実休が久米田の戦いで戦死したため、家督を相続する。伯父・三好長慶によって畿内の支配力を強めた三好氏の中でも、本国阿波を預かる重要な役割を担っていた。しかし幼少のため、重臣の篠原長房の補佐を受けていた。
有名な分国法である「新加制式」を定めたり、永禄9年（1566年）には足利義栄を将軍として擁立して上洛するなどの事跡を遺しているが、いずれも篠原長房や三好三人衆など家中の有力者による主導の結果である。

### 畿内の戦い
足利義昭を奉戴する織田信長の上洛により劣勢となった三好氏は、本圀寺の変でも戦果を挙げられず、次第に畿内から追われて阿波国に撤退した。
元亀元年（1570年）、四国に退いた三好三人衆と篠原は本州への反攻を画策。摂津国では、管領細川氏の嫡流・細川昭元を大将に担ぎ、三好義継を除く三好一門の大半を結集して、織田信長との戦いに挑んだ（野田・福島の戦い）。この時は劣勢に追い込まれたものの、石山本願寺の加勢や近江国での朝倉氏・浅井氏の決起などもあって信長軍を退かせ、摂津・河内・和泉の三国をほぼ三好家の勢力下に取り戻した。しかし、その後和睦して本国の阿波に撤退した。

### 阿波の統治
元亀3年（1572年）には不仲となった篠原長房を、異父兄である守護の細川真之と協力して同年内に攻め滅ぼした（上桜城の戦い）。だが、強権を振りかざす長治の治政に対し、讃岐国の香川之景や香西佳清らは連名で実弟の十河存保に離反を警告する書状を送りつけたため、これを憂えた存保からも長治の暴政について諫言を受けている。だが、これを疎んじた長治は却って存保を無視して兵3,000人を以って香川・香西両氏を攻め、両氏の三好氏からの離反を決定的なものとした（「全讃史」）。
天正3年（1575年）、阿波全土の国人や領民に対して法華宗への改宗を強要した。ところが、国人や領民の支持を失った上に他宗からの反感まで招き、阿波一国の支配力さえ喪失しかねない状態まで悪化した。このような国内の混乱は、隣国・土佐国の長宗我部元親による阿波侵攻を誘発、海部城や大西城などが落とされた。
天正4年（1576年）秋ごろ、守護・細川真之が本拠の勝瑞を出奔した。長治は真之を討つため、那東郡荒田野へ出陣したが、一宮成相や重臣の伊沢越前守が離反したため敗れた。その後、篠原長秀の居城・今切城に籠もったが一宮勢の攻撃により追われ、同年12月27日、板東郡別宮浦（吉野川の川口付近）で自害した。
辞世の歌は、「三好野の 梢の雪と 散る花を 長き春（長治）とは 人のいふらむ」。

## 逸話
元亀3年、長治は鷹狩を催した。この時、鴨を捕まえた鷹が勇利権之助という侍の屋敷の前に落下したが、ちょうど門前に居合わせた若松という少年が驚いて棒を振り回し、鷹と鴨を打ち殺してしまった。これに激怒した長治は若松を捕らえると、牛裂きの刑に処した。この凄惨な処刑を目の当たりにした讃岐の人々は、「若松は是非をわきまえぬ少年。その子供が驚いてしたことに対して、この刑はあまりにも暴虐だ」、と長治の君主にあるまじき残忍さを非難したという。
阿波福成寺にある飛脚地蔵は、長治の命令で福成寺の坊主が長慶のもとを訪ねることになったが、一晩寝ている間に地蔵が長慶のもとを訪ね、坊主が起きてみると長慶の返答の手紙が届いていたことから「飛脚地蔵」と呼ばれるようになったという。